# Kannō-ji

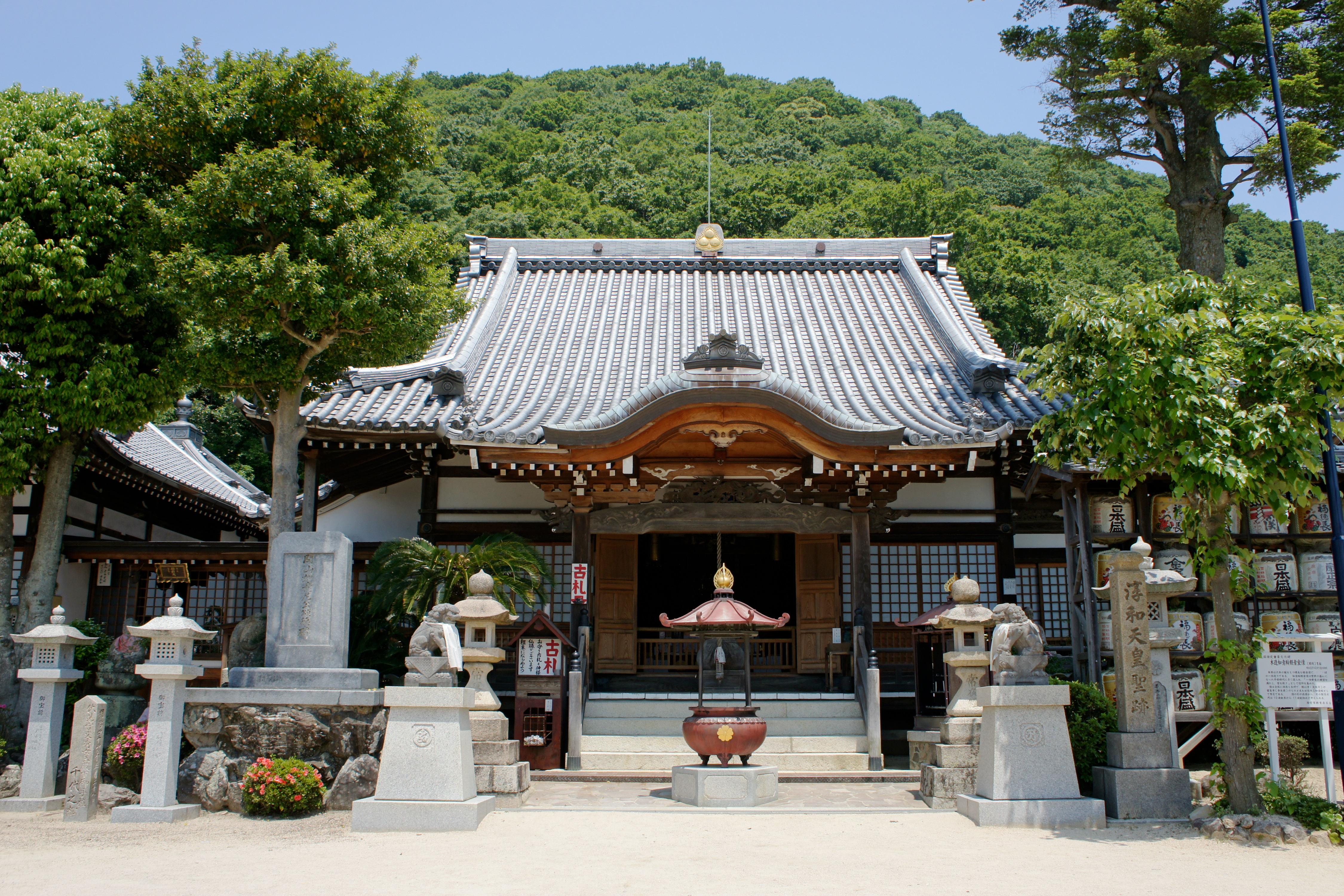
Haupthalle

Der Kannō-ji (japanisch 神呪寺) ist ein Tempel des Omuro-Zweiges (御室派) der Shingon-Richtung des Buddhismus in Nishinomiya (Präfektur Hyōgo). Er liegt am Hang des 309 m hohen Kabutoyama und wird daher gewöhnlich Kabutoyama Daishi (甲山大師) genannt. Er ist der 21. Tempel des Neuen Saigoku-Pilgerwegs.

## Geschichte

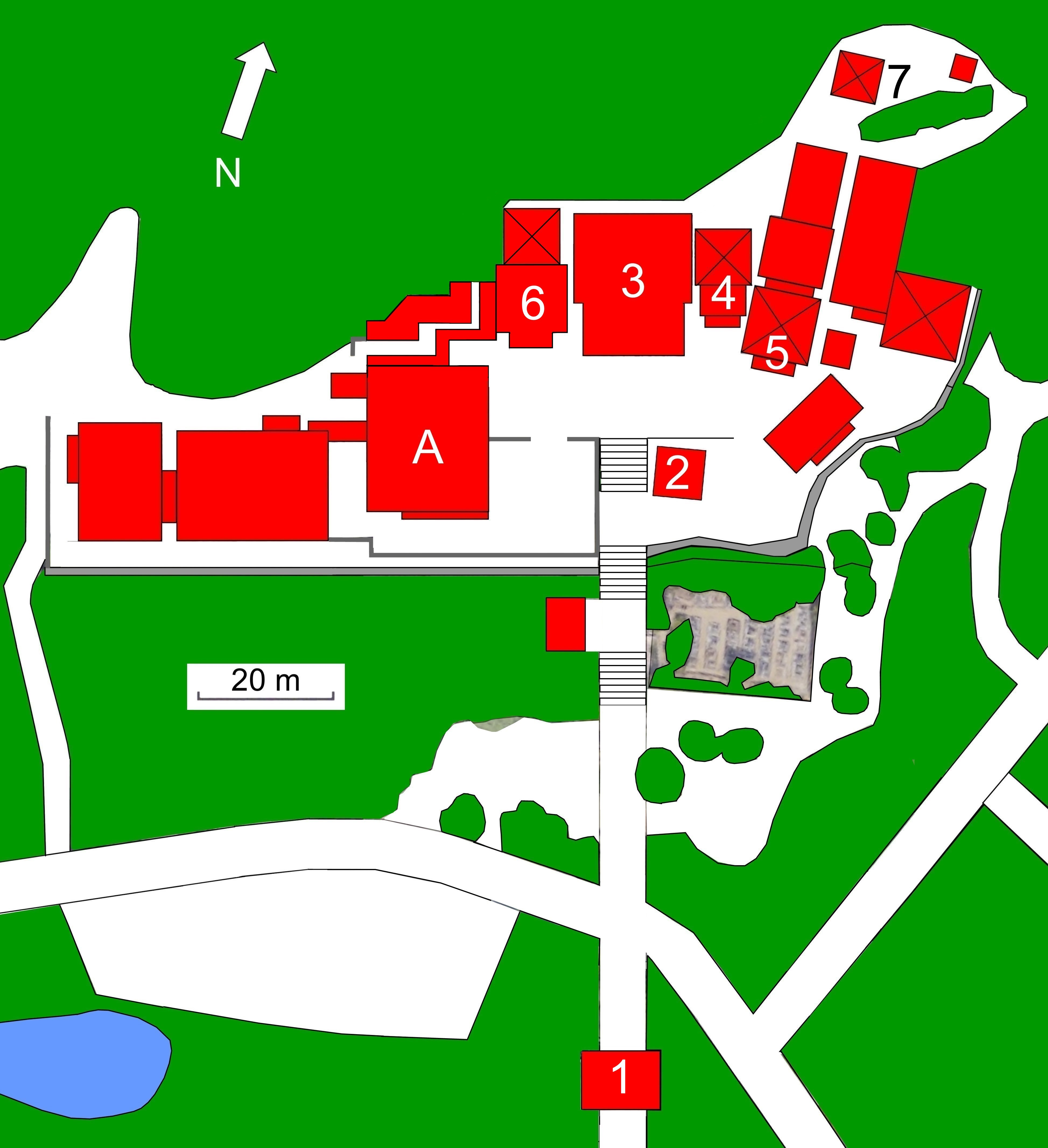
Plan des Tempels (s. Text)

Eine Tochter des Kaisers Junna, Prinzessin Mai Gozen (真井御前; 803–833) wandte sich dem Buddhismus zu und verließ das Kaiserhaus. Sie ließ, 29 Jahre alt, am Berg Kabutayana eine Gebetsstätte anlegen, nannte sich auf Anweisung des Priesters Kūkai „Nyoini“ (如意尼) und schor sich als Nonne das Haupt. Das war der Beginn des Kannō-ji.

## Anlage
Man betritt die Anlage am Fuß der Anhöhe durch das Tempeltor (山門 Sanmon), das hier als Niō-Tor (仁王門; im Plan 1), also als Tor mit den beiden Tempelwächtern rechts und links vom Durchgang ausgeführt ist. Nach Überquerung einer Straße führt der Weg weiter über Treppen hinauf zum inneren Tempelbereich, der sich von einer Mauer umgeben, auf der Höhe erstreckt. Gleich rechts steht der Glockenturm (鐘楼 Shōrō; 2). Voraus steht die Haupthalle (本堂 Hondō; 3).
Rechts von der Haupthalle schließen sich die Fudō-Halle und (不動堂; 4) und die Urnenhalle (納骨堂 Nōkotsudō; 5) an, auf der linken Seite folgt die Daishidō (大師堂; 6) und der Abt und Mönchbereich (A). Rechts, im hinteren oberen Teil des Geländes steht die kleine Schatzpagode (多宝塔 Tahoto; 7).

## Tempelschätze
Als Wichtige Kulturgüter Japans sind registriert:
- Sitzende Nyoirin-Kannon (木造如意輪観音坐像 Mokuzō Nyoirin Kannon zazō). Sie stammt allerdings nicht von Kūkai, wie die Tempelüberlieferung aussagt, sondern wurde erst im 10. oder 11. Jahrhundert angefertigt.
- Stehende Kannon (木造聖観音立像 Mokuzō Shō-Kannon ritsuzō) aus der Heian-Zeit.
- Sitzender Fudō Myōō (木造不動明王坐像 Mokuzō Fudō Mōō zazō) aus der Kamakura-Zeit.
- Sitzender Kōbō Daishi (Kūkai) (木造弘法大師坐像 Mokuzō Kōbō Daishi zazō) aus der Kamakura-Zeit.

## Bilder

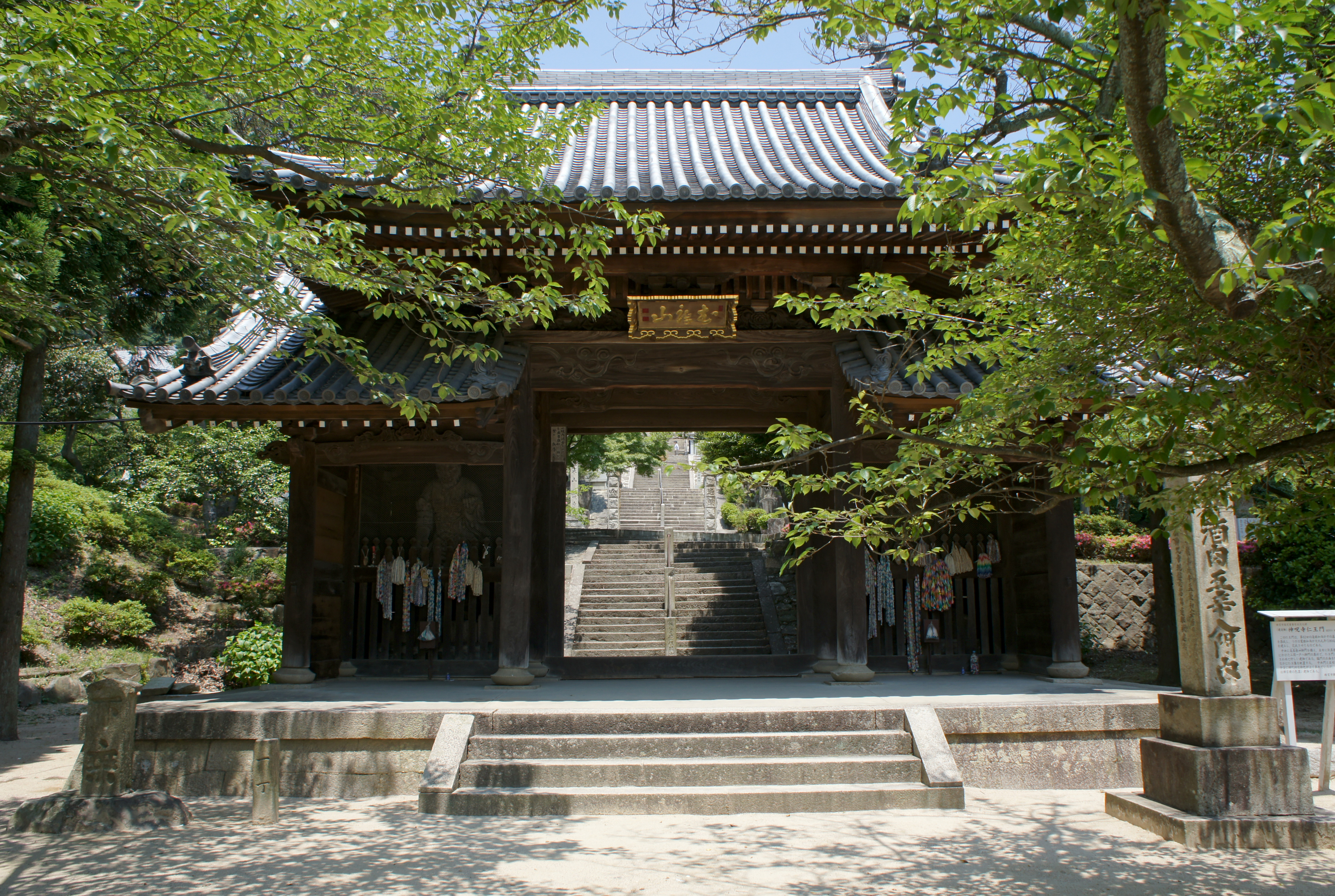
Niō-Tor
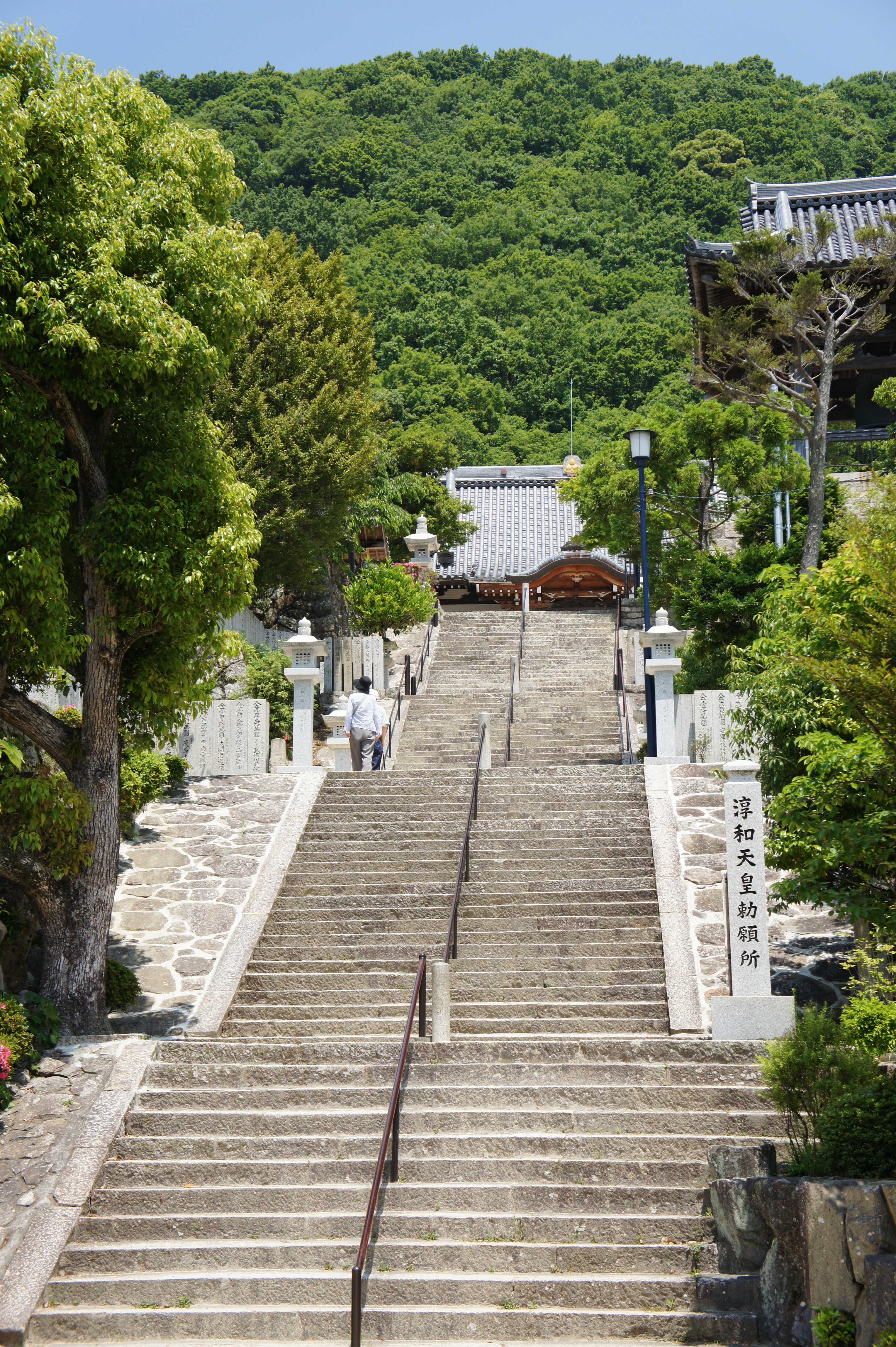
Treppe
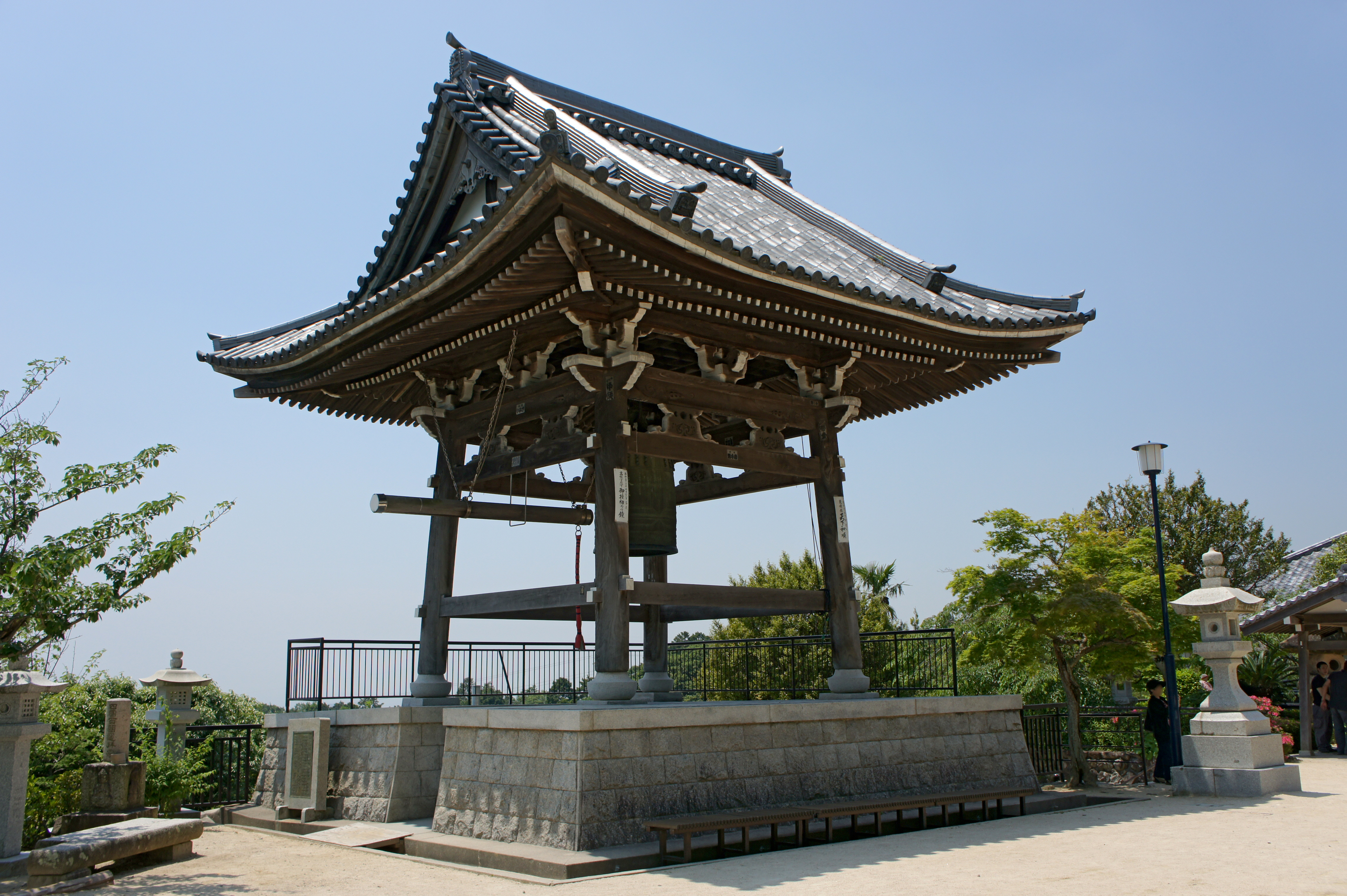
Glockenturm
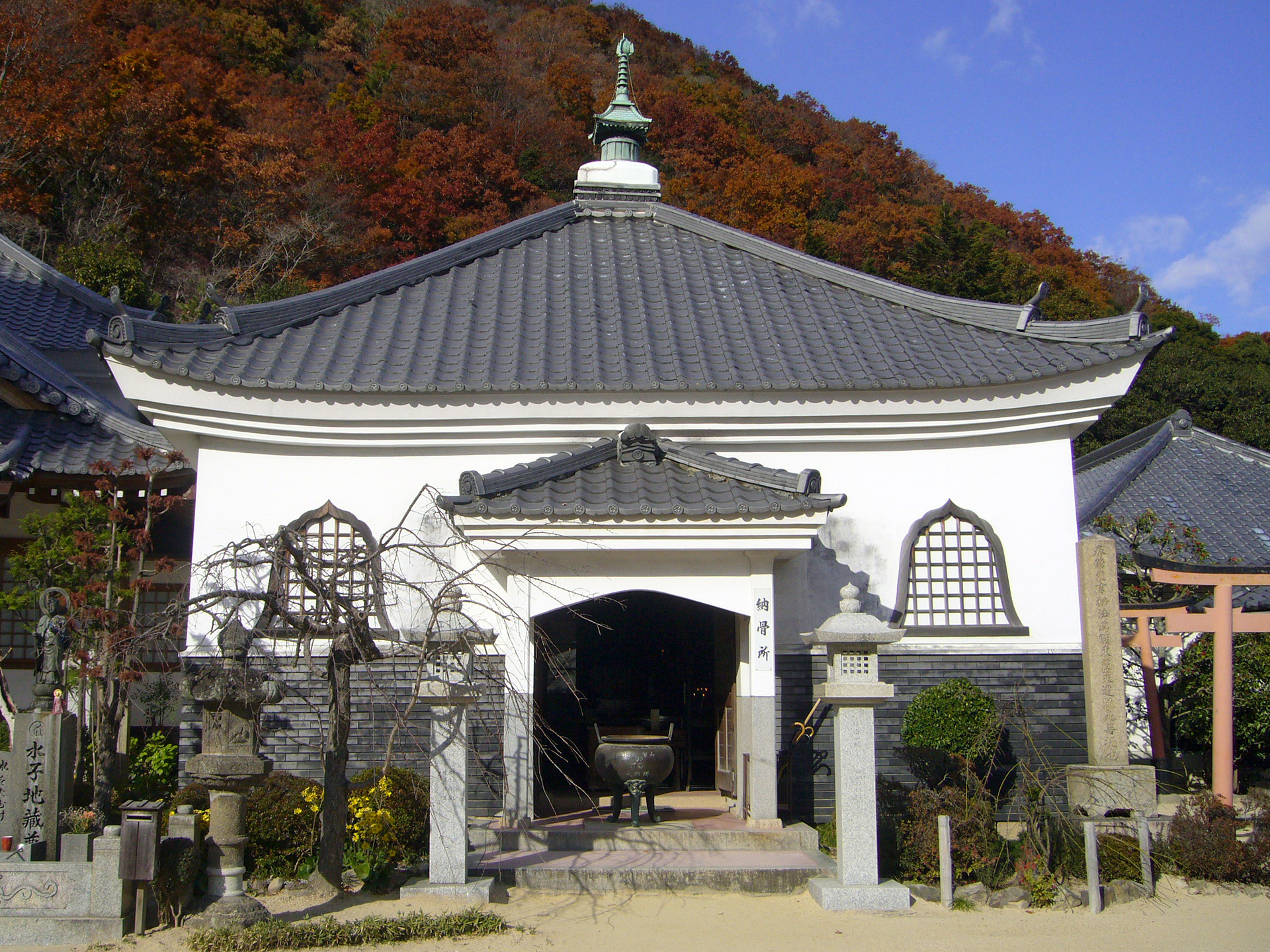
Urnenhalle
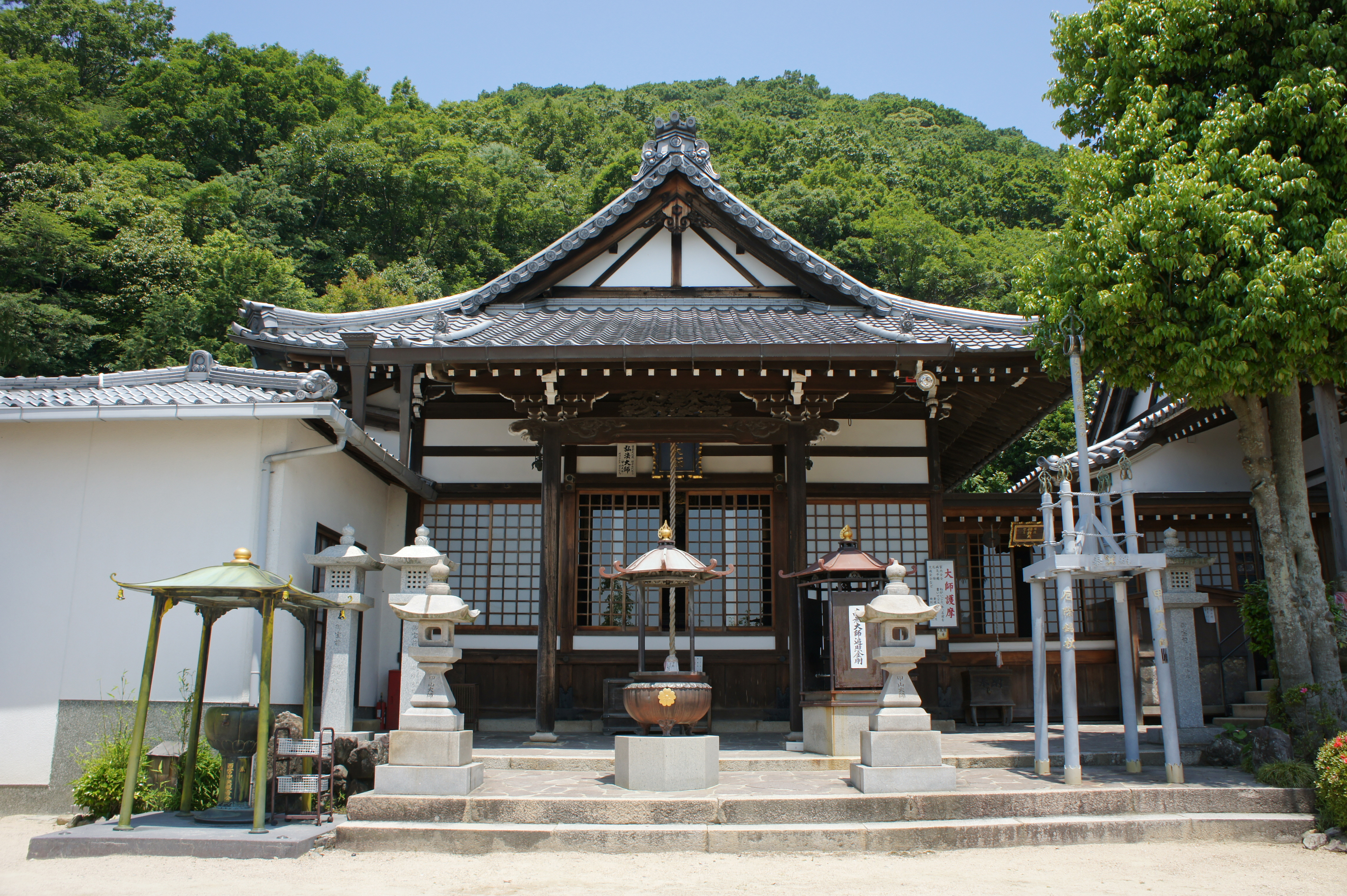
Daishi-Halle
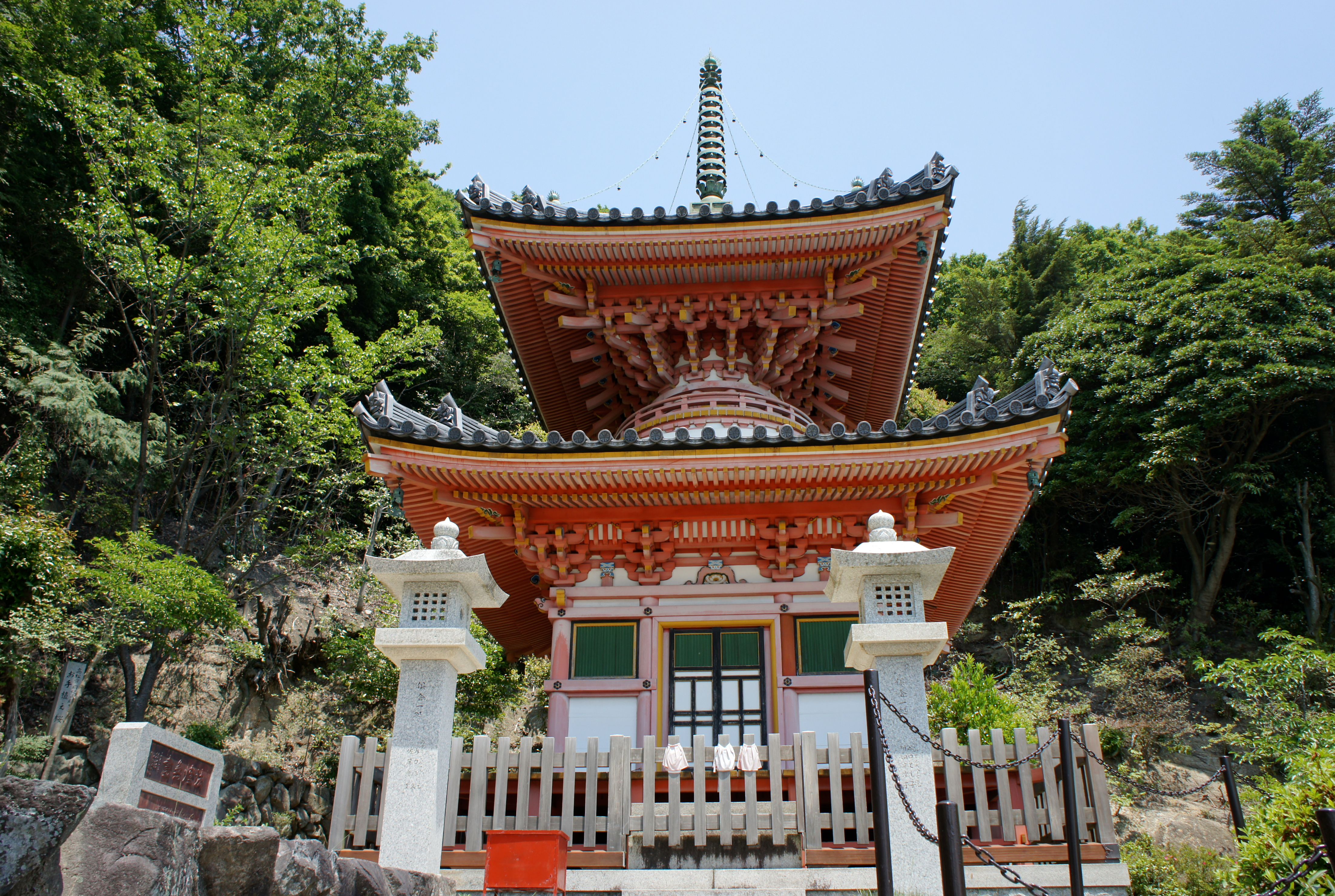
Schatzpagode